# Kungshamn

Kungshamn est une localité de Suède située en Bohuslän sur la côte ouest du pays.

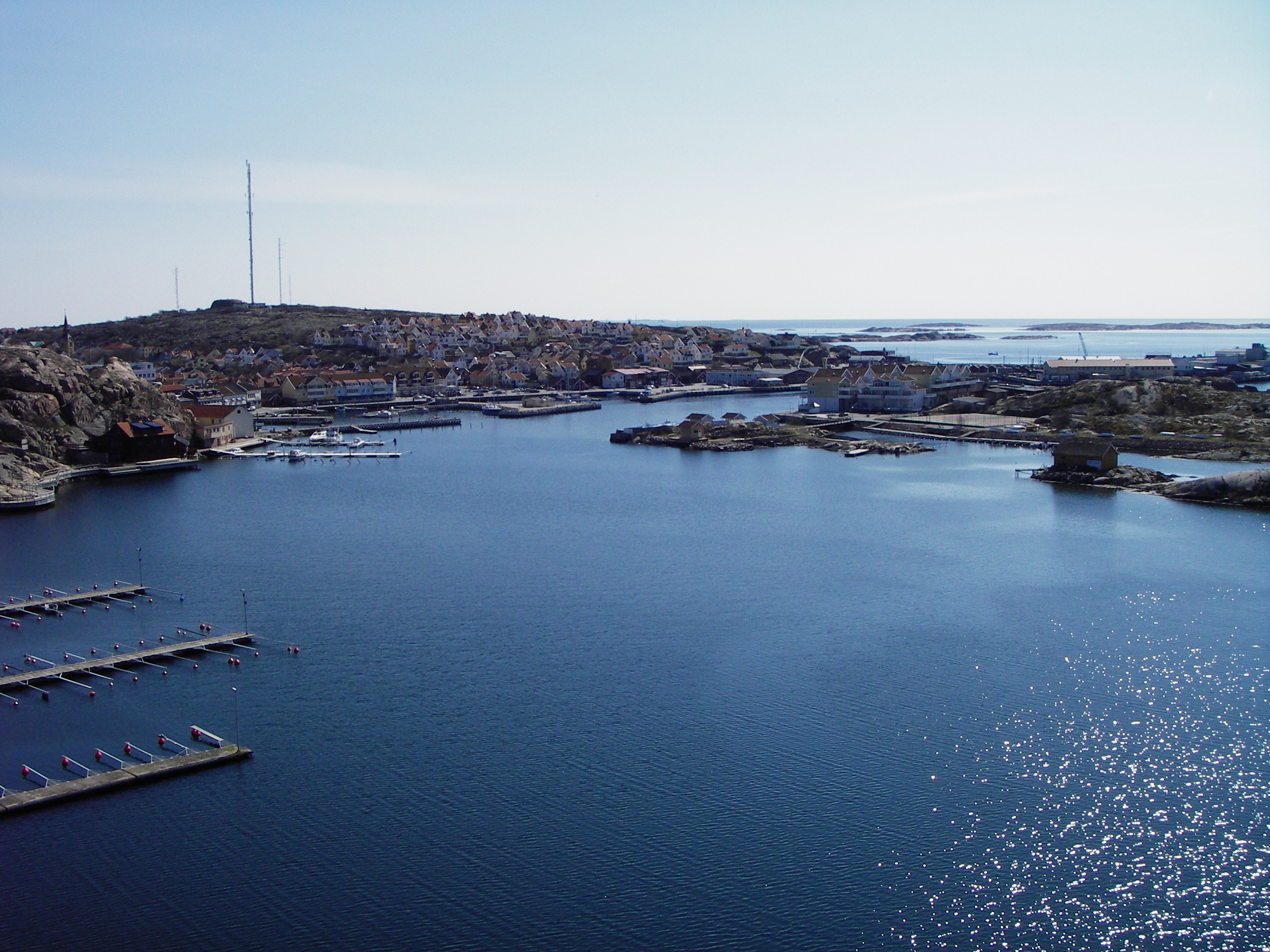
Vue aérienne du port de Kungshamn.
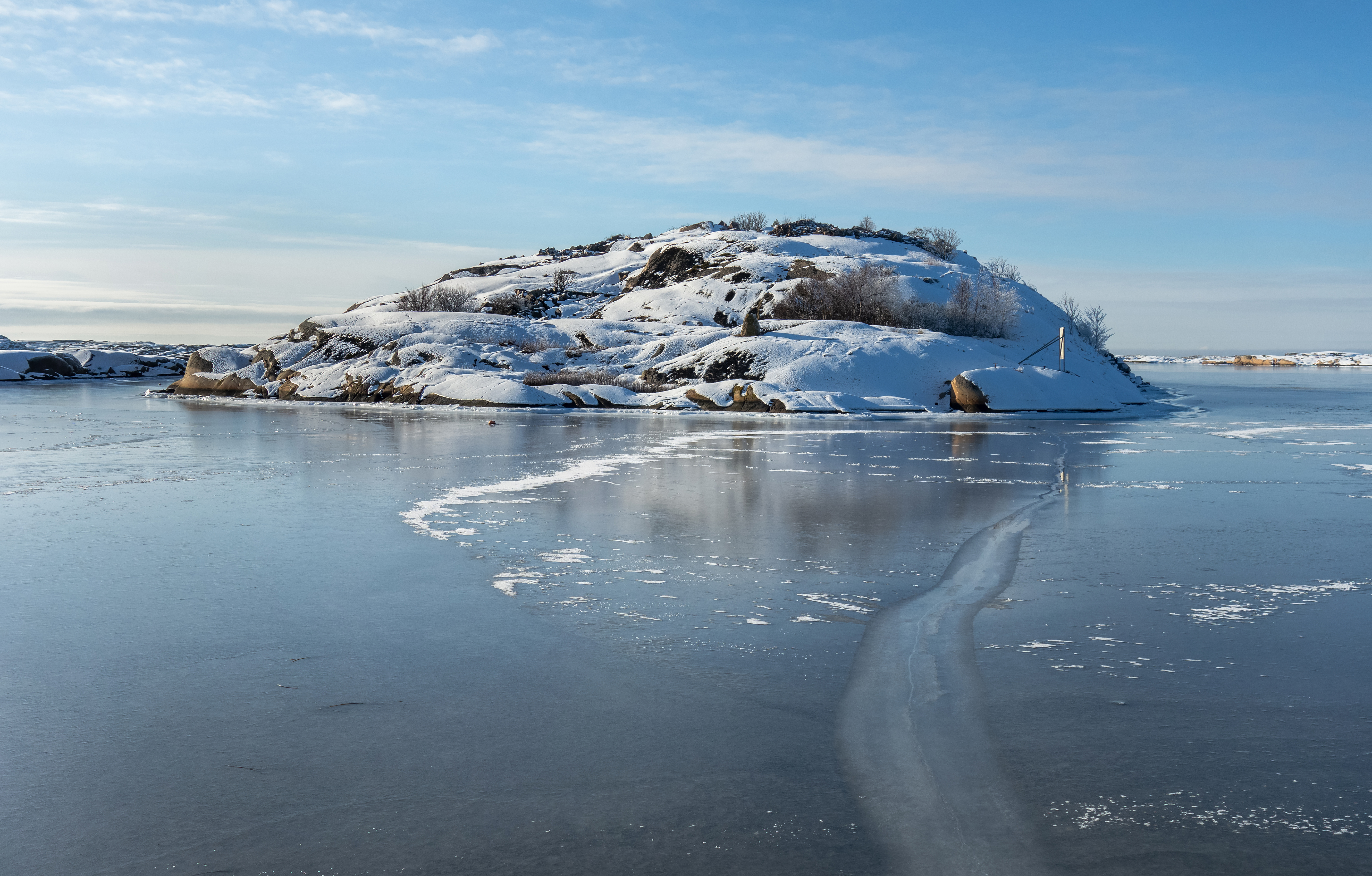
L'île de Vassholmen en sortant du port de Väjern, à Kungshamm. À l'intérieur de cette baie abritée, la glace s'est formée pendant les jours calmes, la rendant claire et "noire". Le panneau de signalisation est l'un des nombreux qui se trouvent le long de la côte suédoise. Les petites "croix" sont d'anciens dispositifs d'amarrage (une sorte de bollards ou de taquets) du début du 20e siècle. Février 2021.
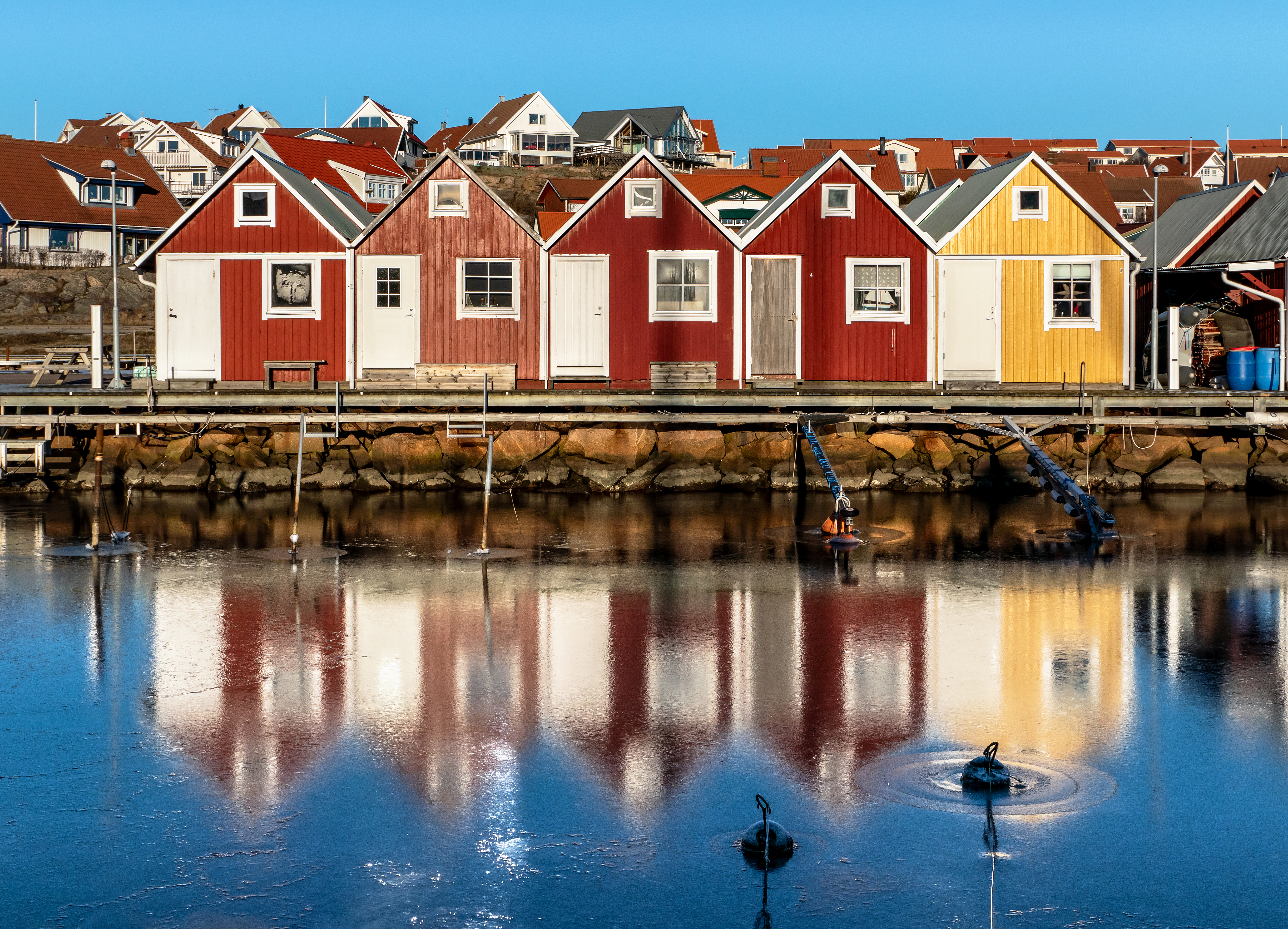
Maisons de pêchaires au port de Fisketången, Kungshamn. Le froid, d'environ -7°, a gelé l'eau du port. Janvier 2021.

Jadis, cette ville a été destinée à la conservation et la transformation des produits de la pêche, mais en raison de l'actuel traitement de ces produits directement établi à bord des navires-usines, elle est actuellement tournée vers le tourisme.
Kungshamn a longtemps été la destination favorite des rois suédois.